# Autukia (Nonouti)
Autukia ist ein kleiner Ort auf dem zu Kiribati gehörenden Atoll Nonouti in den Gilbertinseln im Zentralpazifik mit einer Landfläche von 7 Hektar.

## Geographie
Auf der Längsachse des Atolls, das sich von Nordwest nach Südost zieht, liegt Autukia etwa südöstlich der Mitte, nur wenige hundert Meter vom Flugplatz Nonouti entfernt. Im Norden schließt sich die Siedlung Rotuma an und im Süden der Ort Matang. Der größte Ort des Atolls, Taboiaki, liegt etwa 10 km entfernt im Süden des Atolls.

### Bevölkerungsentwicklung
| Zensus  | 2005 | 2010  | 2015  | 2020 |
| ------- | ---- | ----- | ----- | ---- |
| Autukia | 163  | 112 ▼ | 121 ▲ | 71 ▼ |